# Плита рифа Балморал

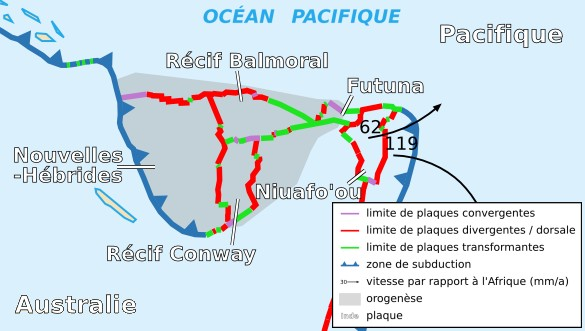
Расположение Плиты рифа Балморал

Плита рифа Балморал — тектоническая микроплита. Имеет площадь 0,00481 стерадиан. Обычно рассматривается в составе Тихоокеанской плиты.
Расположена на юге Тихого океана, на севере от Фиджи. По часовой стрелке с севера, она граничит с плитами: Тихоокеанской, Австралийской плитой, рифа Конвей, Новогебридской. На севере и западе имеет дивергентную границу, на севере и востоке имеет трансформные и конвергентные границы.